# Ponte sollevatore
Il ponte sollevatore viene utilizzato in officina per sollevare camion, auto e moto, può avere varie dimensioni e diversi accorgimenti a seconda del tipo d'applicazione dello stesso e livello di professionalità richiesta.

## Descrizione
Il ponte sollevatore può essere:

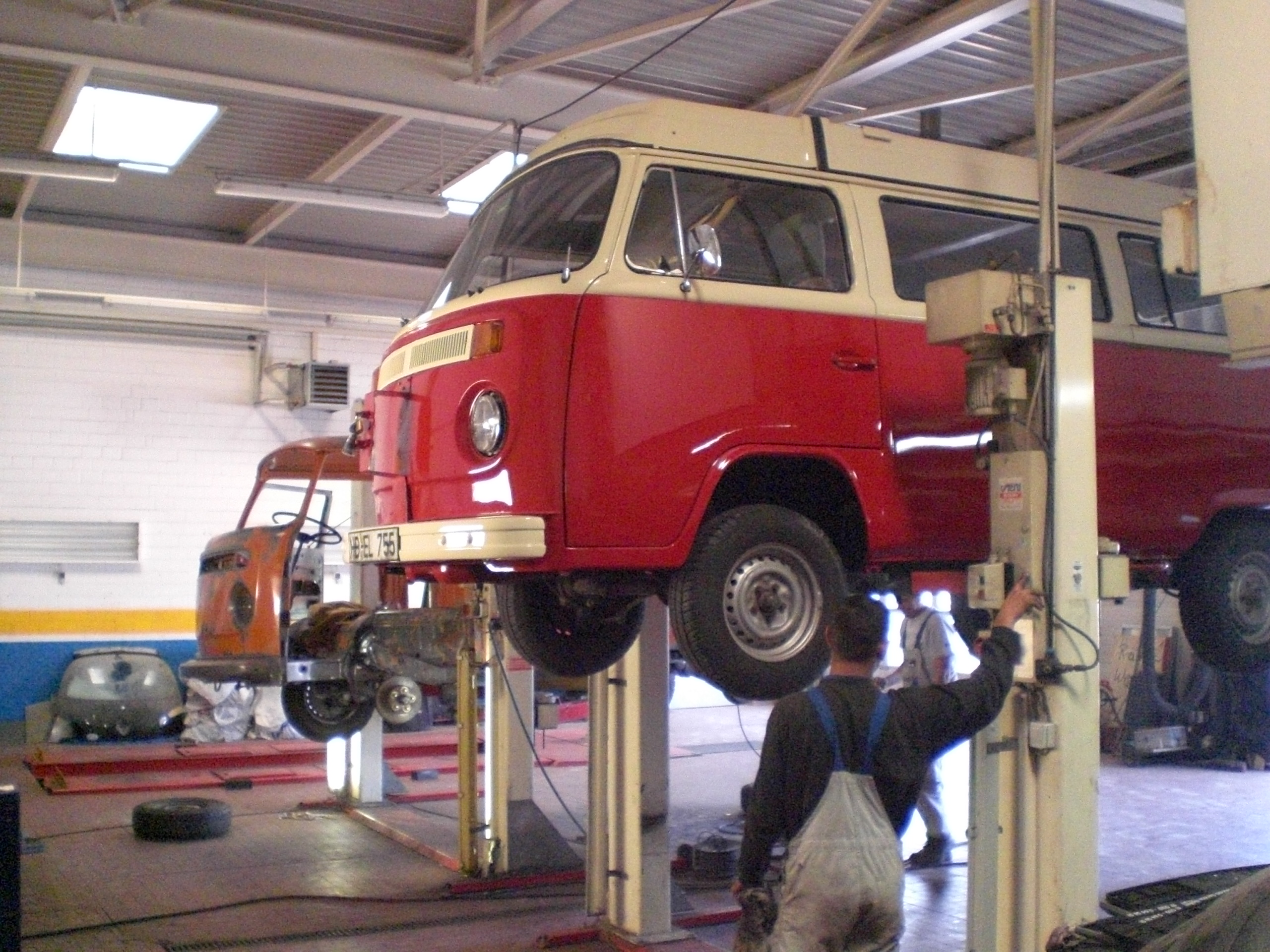
Ponte sollevamento a 2 colonne

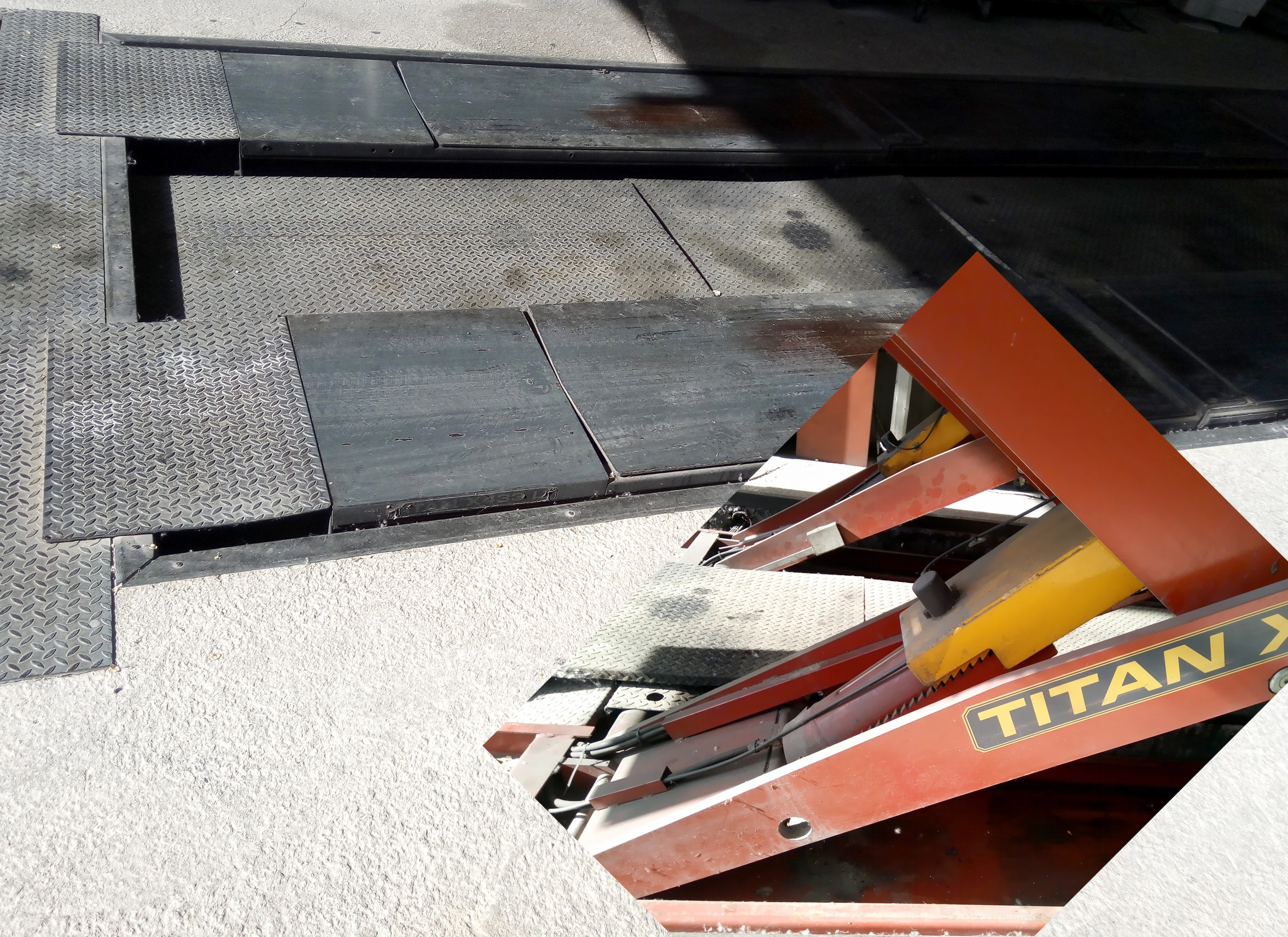
Ponte sollevamento a pantografo con dettaglio del sistema di sicurezza

- a colonna, sono utilizzate da un minimo di 1 colonna fino a 4 colonne, sono presenti da un minimo di 2 ad oltre 4 braccetti;
- a pantografo, il mezzo rimane su due slitte le quali vengono sollevate da un sistema idraulico a pantografo, eventualmente le slitte possono avere un miniponte che si solleva ed aiuta a stabilizzare il mezzo.

Il funzionamento può a sua volte essere:
- idraulico, sistema utilizzato per i modelli più grandi e che devono supportare grandi pesi, ma utilizzato anche per sistemi più modesti;
- elettrico, utilizzato per i sistemi che devono supportare pesi di media entità, ma utilizzato anche per sistemi più modesti;
- manuale, utilizzato solo per i modelli più compatti e trasportabili.

Possono essere presenti accorgimenti:
- fossa d'ispezione, per facilitare l'ispezione del mezzo riducendo il sollevamento o poter operare in caso di malfunzionamento del ponte di sollevamento;
- blocco meccanico, nel sistema di sollevamento viene creato tramite due elementi a dente di sega che in modo analogo al sistema a cricco evita un abbassamento asimmetrico o non voluto del ponte sollevatore.